# 鴨脷洲橋道

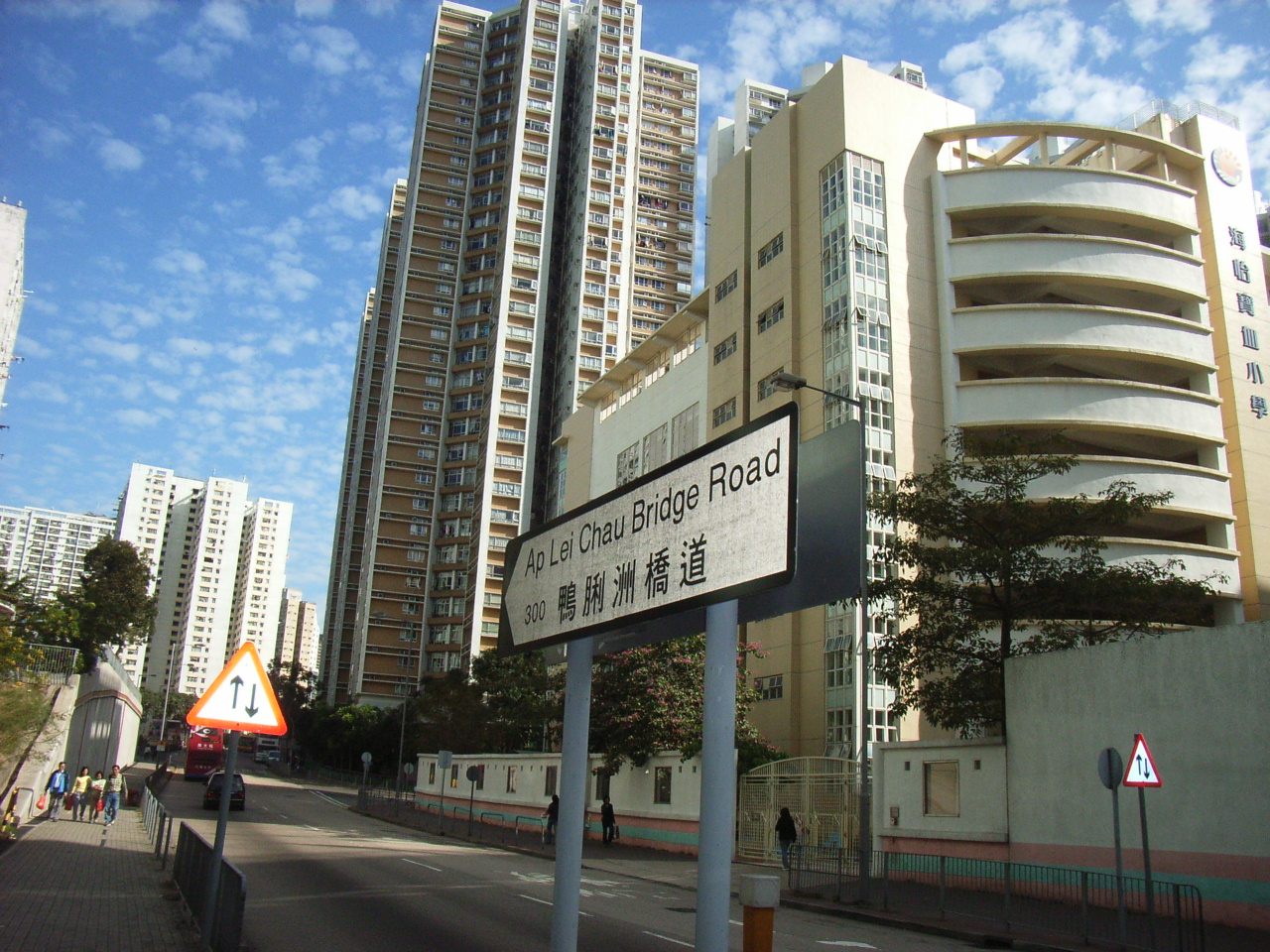
鴨脷洲橋道西端

鴨脷洲橋道（英語：Ap Lei Chau Bridge Road），是香港島區鴨脷洲島上的一條交通主幹線公路。鴨脷洲橋道也是對道路交通的唯一通道，沿途有幾條行人天橋及一條行人隧道。

## 位置
鴨脷洲橋道東起自香港仔與黃竹坑之間，及香港仔海旁道與黃竹坑道之間的鴨脷洲大橋北端交通出入口。西面伸展至鴨脷洲邨西邊、海怡半島東邊，它與海怡路東端止。

## 鄰近
- 香港電燈公司綜合大樓及停車場
- 利南道
- 鴨脷洲消防局
- 鴨脷洲公園
- 深灣軒
- 香港仔避風塘
- 香港仔海峽西部與南部之間
- 怡南路
- 鴨脷洲大街

## 交匯道路
- 黃竹坑道
- 鴨脷洲徑
- 利枝道
- 利南道
- 怡南路
- 怡雅路
- 海怡路

## 外部連結
- 鴨脷洲橋道地圖 （页面存档备份，存于）